# Campolide
Campolide ist eine Gemeinde (Freguesia) im portugiesischen Kreis Lissabon. In ihr leben 14.787 Einwohner (Stand 19. April 2021).
Die Entwicklung des Stadtteils Campolide begann mit dem Bau des Aqueduto das Águas Livres im 18. Jahrhundert. Die beim Bau der Wasserleitung beschäftigten Arbeiter mussten untergebracht werden was zur Entstehung der ersten Wohnquartiere führte. Bis dahin ist das Gebiet weitgehend ländlich gewesen, bestehend aus verstreuten Dörfern neben den reichen Wohngütern des Adels oder Besitztümern religiöser Orden.
Einen weiteren Evolutionsschub brachte die Eröffnung der Bahnlinie Campolide-Alcântara (1886) im späten neunzehnten Jahrhundert und der Bau des Rossio-Tunnels (1890), mit dem Aufkommen neuer Arbeiterviertel und damit der Schaffung zahlreicher Gemeinden.
Campolide liegt direkt in der Einflugschneise des Lissabonner Flughafens Portela bei Landung der Flugzeuge von Süden mit den üblichen nordwestlichen Winden. Sie fliegen dabei in einer Höhe von rund 400 Meter über den Stadtteil hinweg, der damit am stärksten in Lissabon vom Fluglärm betroffen ist.

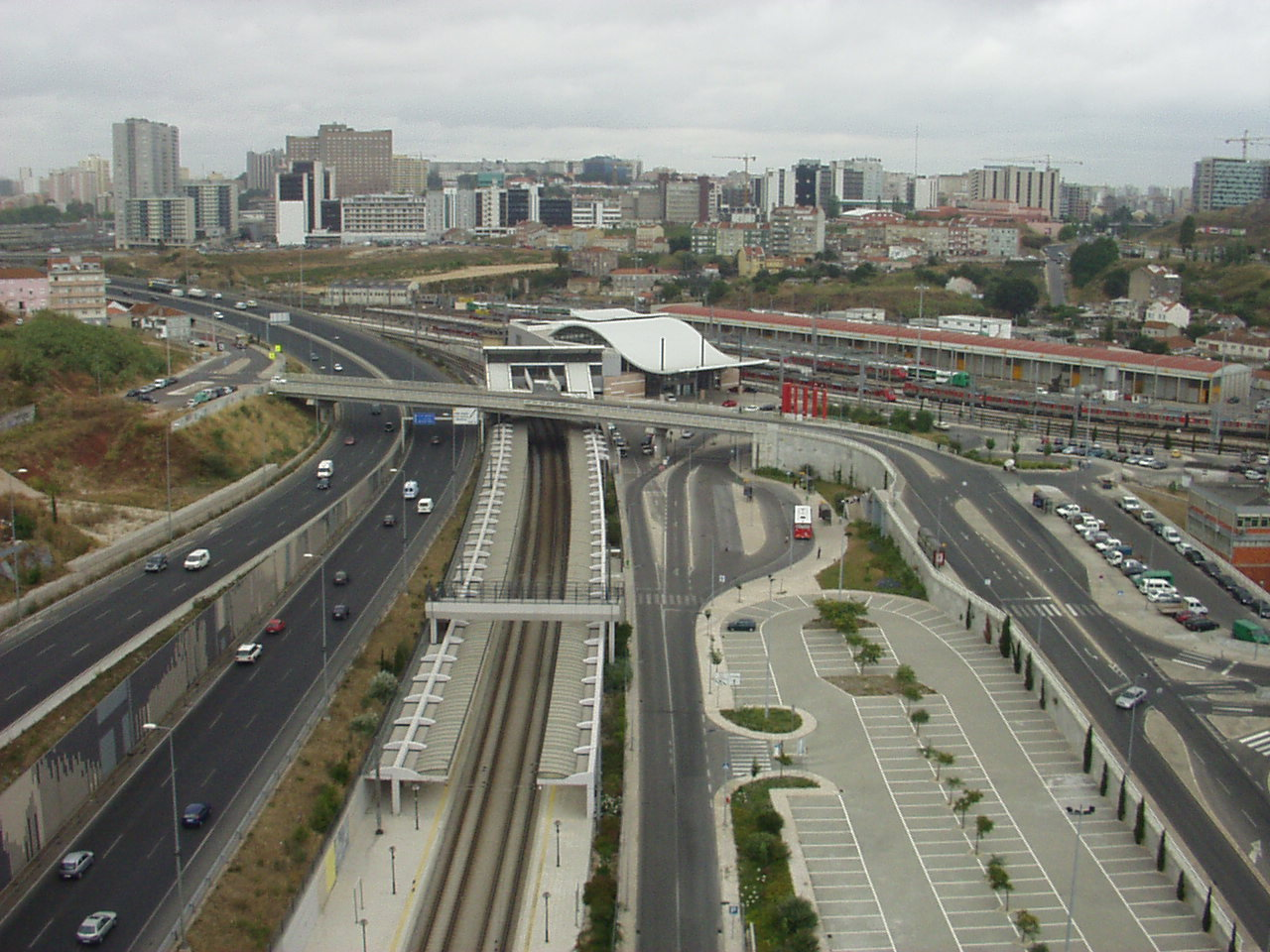
Bahnhof Campolide mit der IP7, der Achse Nord-Süd.